# South Twin Island
South Twin Island ist eine 77,4 km² große unbewohnte Insel in der James Bay östlich von Akimiski Island.
Sie weist eine moosige Tundra und weniger Bäume als ihre Nachbarinsel auf und ist ein wichtiger Brutplatz für die Kanadagans und den Amerika-Sandregenpfeifer.  Die Südspitze von South Twin Island heißt Lucy Point.
Die doppelt so große North Twin Island befindet sich etwa 10 km nordwestlich. Beide Inseln werden als Twin Islands zusammengefasst. Sie sind Teil der Qikiqtaaluk-Region im kanadischen Territorium Nunavut.